# Negalho
O negalho é um prato típico do concelho de Miranda do Corvo derivado da chanfana. É também confecionado em vários pontos da Beira Litoral e Beira Interior com pequenas variações entre regiões.
Consta que a origem do negalho remonta à época da terceira invasão francesa. Estando a rarear a carne porque os franceses roubavam os rebanhos, a população teve de aproveitar tudo, inclusivamente as tripas dos animais cuja carne utilizava habitualmente na sua alimentação. Experimentaram, então, cozinhar as tripas segundo a receita da chanfana e deu resultado. Ainda hoje se confeccionam os negalhos nas casas particulares de Miranda do Corvo e são servidos em alguns restaurantes locais. É um prato típico muito apreciado.

## Ingredientes
Bucho de cabra cortado aos bocados grandes; Tripas de cabra cortadas em bocados pequenos; Vinho tinto; Cabeças de alho inteiras; Sal; Colorau; Louro; Água.

## Confecção
Lavam-se muito bem o bucho e as tripas. Temperam-se o bucho e as tripas com sal, colorau. Dentro de cada bocado de bucho colocam-se bocadinhos de tripas, fazendo-se uma «bola» que se ata com linha ou tripas finas. Vai ao forno a lenha coberto de vinho tinto, água, uma folha de louro e uma cabeça de alho inteira.